# Saint-Clément (Meurthe i Mosel·la)
Saint-Clément és un municipi francès situat al departament de Meurthe i Mosel·la i a la regió del Gran Est. L'any 2007 tenia 876 habitants.

## Demografia

### Població
El 2007 la població de fet de Saint-Clément era de 876 persones. Hi havia 365 famílies, de les quals 116 eren unipersonals (56 homes vivint sols i 60 dones vivint soles), 121 parelles sense fills, 112 parelles amb fills i 16 famílies monoparentals amb fills.
La població ha evolucionat segons el següent gràfic:
Habitants censats

### Habitatges
El 2007 hi havia 407 habitatges, 370 eren l'habitatge principal de la família, 12 eren segones residències i 25 estaven desocupats. 306 eren cases i 62 eren apartaments. Dels 370 habitatges principals, 258 estaven ocupats pels seus propietaris, 104 estaven llogats i ocupats pels llogaters i 7 estaven cedits a títol gratuït; 31 tenien una cambra, 9 en tenien dues, 51 en tenien tres, 82 en tenien quatre i 196 en tenien cinc o més. 240 habitatges disposaven pel capbaix d'una plaça de pàrquing. A 166 habitatges hi havia un automòbil i a 125 n'hi havia dos o més.

### Piràmide de població
La piràmide de població per edats i sexe el 2009 era:
| Homes | Edats   | Dones |
| ----- | ------- | ----- |
| 4     | 95 o +  | 0     |
| 0     | 90 a 94 | 4     |
| 8     | 85 a 89 | 16    |
| 12    | 80 a 84 | 4     |
| 16    | 75 a 79 | 28    |
| 24    | 70 a 74 | 40    |
| 24    | 65 a 69 | 8     |
| 16    | 60 a 64 | 20    |
| 20    | 55 a 59 | 4     |
| 32    | 50 a 54 | 64    |
| 40    | 45 a 49 | 32    |
| 28    | 40 a 44 | 20    |
| 20    | 35 a 39 | 32    |
| 24    | 30 a 34 | 12    |
| 12    | 25 a 29 | 12    |
| 20    | 20 a 24 | 4     |
| 52    | 15 a 19 | 36    |
| 24    | 10 a 14 | 36    |
| 24    | 5 a 9   | 40    |
| 16    | 0 a 4   | 8     |

## Economia
El 2007 la població en edat de treballar era de 558 persones, 388 eren actives i 170 eren inactives. De les 388 persones actives 344 estaven ocupades (195 homes i 149 dones) i 44 estaven aturades (21 homes i 23 dones). De les 170 persones inactives 65 estaven jubilades, 51 estaven estudiant i 54 estaven classificades com a «altres inactius».

### Ingressos
El 2009 a Saint-Clément hi havia 373 unitats fiscals que integraven 856 persones, la mediana anual d'ingressos fiscals per persona era de 16.456 €.

### Activitats econòmiques
Dels 36 establiments que hi havia el 2007, 1 era d'una empresa extractiva, 2 d'empreses alimentàries, 4 d'empreses de fabricació d'altres productes industrials, 1 d'una empresa de construcció, 4 d'empreses de comerç i reparació d'automòbils, 5 d'empreses de transport, 2 d'empreses d'hostatgeria i restauració, 1 d'una empresa d'informació i comunicació, 1 d'una empresa immobiliària, 3 d'empreses de serveis, 9 d'entitats de l'administració pública i 3 d'empreses classificades com a «altres activitats de serveis».
Dels 5 establiments de servei als particulars que hi havia el 2009, 1 era una oficina de correu, 1 taller de reparació d'automòbils i de material agrícola, 1 lampisteria, 1 perruqueria i 1 restaurant.
Dels 2 establiments comercials que hi havia el 2009, 1 era una botiga de menys de 120 m² i 1 una botiga de roba.
L'any 2000 a Saint-Clément hi havia 10 explotacions agrícoles que ocupaven un total de 345 hectàrees.

## Equipaments sanitaris i escolars
L'únic equipament sanitari que hi havia el 2009 era una farmàcia.
El 2009 hi havia una escola elemental integrada dins d'un grup escolar amb les comunes properes formant una escola dispersa.

## Poblacions més properes
El següent diagrama mostra les poblacions més properes.